# Mabry-Syndrom
Das Mabry-Syndrom ist eine sehr seltene Erkrankung, die rezessiv vererbt wird. Charakteristische klinische Auffälligkeiten sind Hyperphosphatasie und geistige Behinderung.
Synonyme sind: Hyperphosphatasie-Intelligenzminderung-Syndrom; GPI-Anker Synthese Defizienz; GPIBD; englisch Hyperphosphatasia With Mental Retardation Syndrome; HPMRS.
Die Namensbezeichnung bezieht sich auf den Erstautor der Erstbeschreibung aus dem Jahre 1970, den US-amerikanischen Arzt Charlton Mabry und Mitarbeiter.
Genetiker ziehen meist Beschreibungen der Erkrankung vor, die bereits etwas mehr Information über die biologische Grundlage der Erkrankung verraten. GPIBD zum Beispiel sagt aus, dass ein Defekt in Genen der GPI-Ankersynthese vorliegt, wie zum Beispiel in dem Gen PIGV.

## Verbreitung
Die Häufigkeit wird mit unter 1 zu 1.000.000 angegeben, die Vererbung erfolgt autosomal-rezessiv.

## Ursache
Je nach zugrunde liegender Mutation können folgende Typen unterschieden werden:
- Typ 1 mit Mutationen im PIGV-Gen auf Chromosom 1 Genort p26.11, welches in der Biosynthese von Glycosylphosphatidylinositol beteiligt ist[4]
- Typ 2 mit Mutationen im PIGO-Gen auf Chromosom 9 Genort p13.3[5]
- Typ 3 mit Mutationen im PGAP2-Gen auf Chromosom 11 Genort p15.4[6]
- Typ 4 mit Mutationen im PGAP3-Gen auf Chromosom 17 Genort q12[7]
- Typ 5 mit Mutationen im PIGW-Gen auf Chromosom 17 Genort q12[8]
- Typ 6 mit Mutationen im PIGY-Gen auf Chromosom 4 Genort q22.q[9]

## Klinische Erscheinungen
Klinische Kriterien sind:
- Hyperphosphatasie
- Geistige Behinderung
- neurologische Auffälligkeiten wie Epilepsie, Muskelhypotonie
- Gesichtsdysmorphie mit Hypertelorismus, breitem Nasenrücken und rechteckigem Gesicht
- Brachytelephalangie in unterschiedlicher Ausprägung

## Tiermodelle
Die Mausmutante Pigv341E zeigt ähnliche Verhaltensauffälligkeiten wie Patienten und eignet sich daher als Tiermodell zur Erforschung von GPIBDs.